# Redevance sur les paris hippiques en ligne perçue au profit des sociétés de courses
Lire en ligne

Lire sur Légifrance

La redevance sur les paris hippiques en ligne perçue au profit des sociétés de courses est une taxe affectée française créée en 2010. La redevance est assise sur les sommes engagées par les parieurs sur les paris hippiques en ligne et perçue au profit des sociétés de courses.

## Historique

### Ouverture à la concurrence et redevance
Jusqu'en 2010 et la loi n° 2010-476 du 12 mai 2010 relative à l’ouverture à la concurrence et à la régulation du secteur des jeux d’argent et de hasard en ligne, le Pari mutuel urbain (PMU) ou le Pari mutuel hippodrome (PMH) disposaient du monopole de la prise de paris sur les courses hippiques. Désormais, toute société ayant reçu un agrément de l'Autorité de régulation des jeux en ligne (ARJEL) peut proposer des paris hippiques.
Craignant que l'ouverture à la concurrence des paris sur Internet ne déstabilise la filière jusqu'ici financée à 80 % par le PMU en situation de monopole, le législateur a souhaité mettre en place une taxe. L'article 52 de la loi n° 2010-476 du 12 mai 2010 relative à l'ouverture à la concurrence et à la régulation du secteur des jeux d'argent et de hasard en ligne a créé une taxe sur les paris hippiques en ligne affectée aux sociétés de course, destinée à financer des « missions de service public ».

### Doutes très sérieux de la Commission européenne

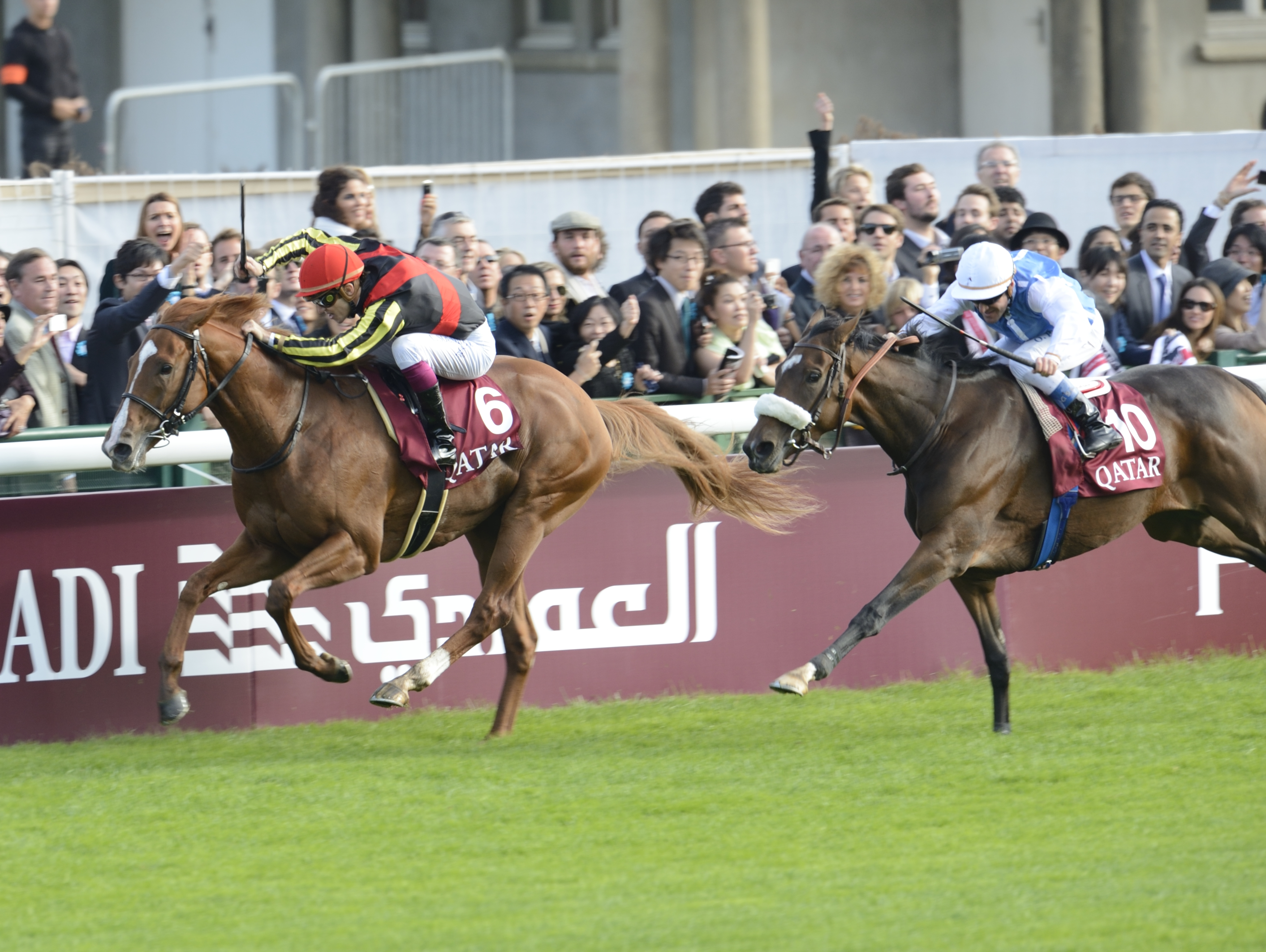
Prix de l'Arc de Triomphe 2012 à l'hippodrome de Longchamp.

Cette taxe, prévue à l'article 1609 tertricies du code général des impôts, n’a toutefois pas pu être mise en œuvre en 2010 dans la mesure où la Commission européenne a contesté l’existence d’un service d’intérêt économique général. Le Journal officiel de l'Union européenne du 14 janvier 2010 stipule :

« La Commission a des doutes très sérieux sur la qualification de service d'intérêt général de la mission confiée aux sociétés de courses, et elle doute par conséquent de la possibilité invoquée par les autorités françaises de considérer le dispositif d'aide comme une compensation de service public et d'en asseoir ainsi la compatibilité. »

La direction générale des finances publiques demande aux opérateurs de paris hippiques en ligne de ne pas s'acquitter de la redevance et les autorités françaises revoient leur copie en remplaçant la mission de service public par le financement d'activités d'intérêt commun (financer un service d'amélioration de la race équine et de promotion de l'élevage qui serait confié aux sociétés de courses hippiques). Dans sa décision du 19 juin 2013, la Commission accepte ce dispositif sous réserve notamment que la France s'assure d'une évolution raisonnable des coûts d'intérêt commun et que le PMU reverse chaque année à la filière équine une fraction des enjeux des paris hippiques en dur qui soit supérieure ou égale au niveau de la taxe sur les paris hippiques en ligne.

### Nouvelle redevance
La loi de finances rectificative pour 2013 du 29 décembre 2013 a rétabli au 1er janvier 2014 une taxe affectée aux sociétés de course compatible avec le droit européen. Le taux de la redevance ne peut être inférieur à 5 % ni supérieur à 6,5 %.
En 2014, l'Inspection générale des finances liste la redevance sur les paris hippiques parmi les 192 taxes à faible rendement. La mission préconise sa suppression et l'augmentation du taux du prélèvement sur les jeux et paris prévu à l'article 302 bis ZG du code général des impôts.

## Caractéristiques

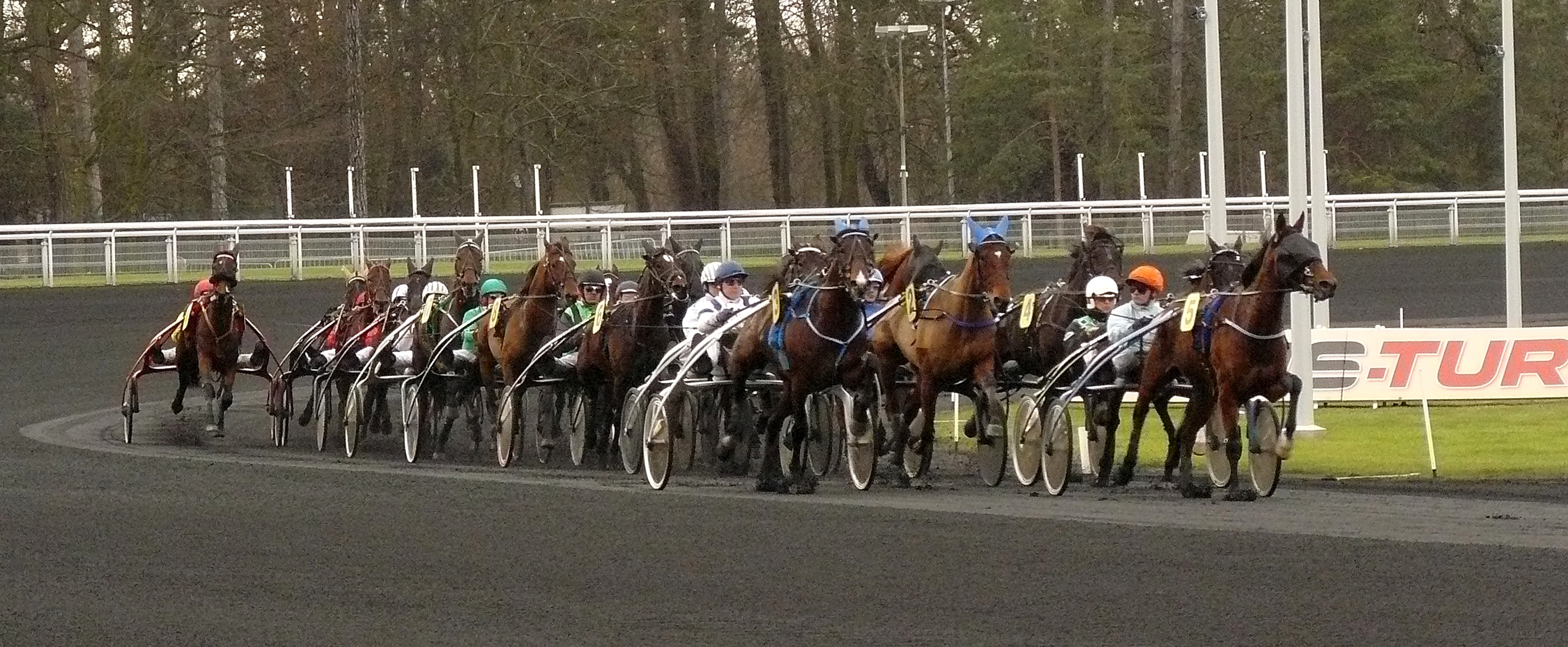
Prix de Belgique 2010 à l'hippodrome de Vincennes.

### Bénéficiaires
Le produit de la redevance est affecté aux sociétés de courses de chevaux, au prorata des enjeux misés sur chaque spécialité, trot et galop.

### Redevables
La redevance est due par les opérateurs de paris hippiques en ligne agréés par l'ARJEL. Elle est assise sur les sommes engagées par les parieurs. Les décrets successifs ont fixé le taux de la taxe à 5,9 % pour 2014, 6,1 % pour 2015, 6,3 % pour 2016 et 6,5 % en 2017,.

### Produit
En 2015, le produit de la taxe est de 61 millions d'euros, dont 50 millions versés par le PMU et le reste par les autres opérateurs de paris hippiques en ligne.